# Phalcoboenus
Phalcoboenus – rodzaj ptaków z podrodziny sokołów (Falconinae) w rodzinie sokołowatych (Falconidae).

## Zasięg występowania
Rodzaj obejmuje gatunki występujące w Ameryce Południowej.

## Morfologia
Długość ciała 37–65 cm; masa ciała 289–1187 g; rozpiętość skrzydeł 80–125 cm.

## Systematyka

### Etymologia
- Phalcoboenus: nowogr. φαλκων phalkōn, φαλκωνος phalkōnos „sokół”; gr. βαινω bainō „iść, spacerować”[8].
- Senex: łac. senex, senis „starsza osoba” (tj. krzykliwy, siwowłosy)[9]. Gatunek typowy: Falco australis J.F. Gmelin, 1788.
- Aetotriorchis: gr. αετος aetos „orzeł”; τριορχης triorkhēs „myszołów”, od τρεις treis, τρια tria „trzy”; ορχις orkhis „jądro”[10]. Gatunek typowy: Falco novaeseelandiae J.F. Gmelin 1788 (= Falco australis J.F. Gmelin, 1788).
- Helotriorchis: gr. ἡλος hēlos „brodawka”; τριορχης triorkhēs „myszołów”, od τρεις treis, τρια tria „trzy”; ορχις orkhis „jądro”[11]. Gatunek typowy: Falco australis J.F. Gmelin, 1788.
- Oronertus: gr. ορος oros, ορεος oreos „góra” (tj. Andy chilijskie); νερτος nertos „ptak drapieżny, być może sęp”[12]. Nazwa zastępcza dla Phalcoboenus d’Orbigny, 1834 ze względu na puryzm.

### Podział systematyczny
Do rodzaju należą następujące gatunki:
- Phalcoboenus chimango (Vieillot, 1816) – karakara brązowa
- Phalcoboenus australis (J.F. Gmelin, 1788) – karakara falklandzka
- Phalcoboenus carunculatus Des Murs, 1853 – karakara kreskowana
- Phalcoboenus megalopterus (Meyen, 1834) – karakara andyjska
- Phalcoboenus albogularis (Gould, 1837) – karakara patagońska